# Sikátor
Sikátor là một thị trấn thuộc hạt Győr-Moson-Sopron, Hungary. Thị trấn này có diện tích 13,74 km², dân số năm 2010 là 298 người, mật độ 22 người/km².